# Garcinia bongo
Garcinia bongo là một loài thực vật có hoa trong họ Bứa. Loài này được (R.Vig. & Humbert) ined. mô tả khoa học đầu tiên.